# Église baptiste native du Cameroun
L’Église baptiste native du Cameroun (anglais : Native Baptist Church of Cameroon) est une association chrétienne évangélique d'églises baptistes au Cameroun. Elle est affiliée à l'Alliance baptiste mondiale. Son siège est situé à Douala.

## Histoire
L’Église a ses origines dans une mission britannique de la Société missionnaire baptiste à Bimbia 
en 1843, dirigée par le missionnaire jamaïcain Joseph Merrick. En 1845, le missionnaire anglais Alfred Saker et sa femme arrivent à Douala . En 1849, Saker fonde l’église baptiste Béthel .

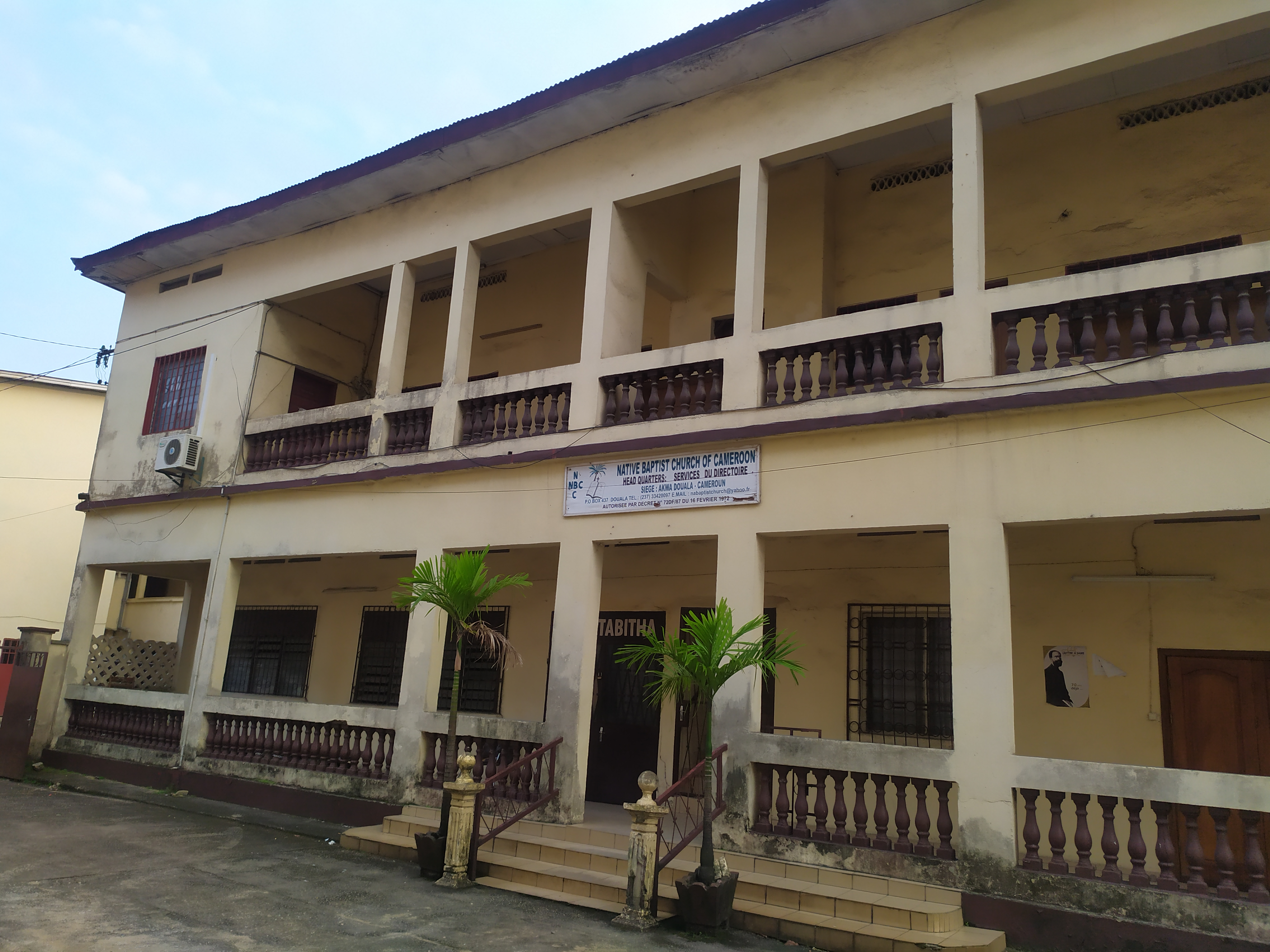
Siège de la Native Baptist Church à Douala

 En 1886, deux ans après la signature du traité entre les Allemands et les Douala, lorsque les autorités allemandes expulsent la Société missionnaire baptisteet transfèrent son travail à la Mission de Bâle, la congrégation locale de la Native Baptist Church, dirigée par le Révérend Joshua Dibundu Dibue, proteste vigoureusement pour son autodétermination. La Native Baptist Church est alors officiellement fondée à Douala en 1888.
En 1917, sous le régime français, le Native Baptist Church est de nouveau opposée à l'autorité de la Société des missions évangéliques de Paris .
En 1921, le pasteur Adolph Lotin Same devient président de la Native Baptist Church . En raison de son discours sur l’autonomie de la direction des églises baptistes vis-à-vis des missionnaires européens de la Société des missions évangéliques de Paris, les missionnaires l’excluent de la fonction de pasteur en 1922 . Les autoritées françaises décident également de fermer les églises de la Native Baptist Church cette même année. Lotin doit ainsi prêcher en secret. En 1929, Lotin fonde un groupe de pression ayant pour but d’autoriser la NBC. En 1932, l’Église est de nouveau autorisée. Soupçonné de militer pour le retour des allemands par les autorités françaises, il est emprisonné en 1940 et libéré en 1941. Généralement considéré comme le premier leader nationaliste de l'époque coloniale française, ce compositeur de musique a écrit plus de 400 cantiques . En 1949, elle devient autonome de la Société des missions évangéliques de Paris .

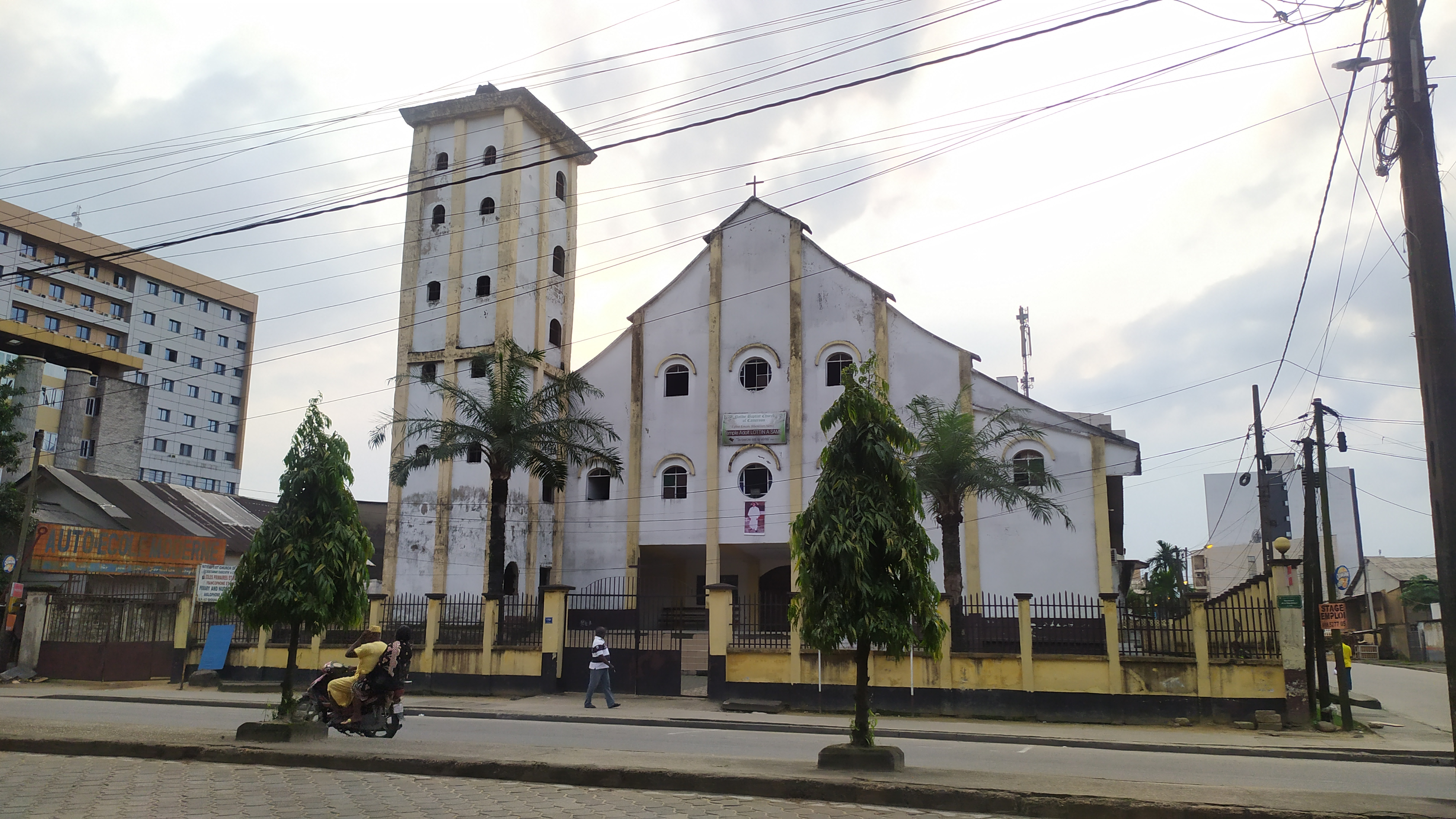
Église Baptiste Ebenezer Akwa

En 1969, l’Église a formé l’association NBC/EBC avec l’Église Baptiste Camerounaise (EBC), une union francophone. En 1972, les partenaires francophones ont enregistré juridiquement l’association sous le nom d'Église Baptiste Camerounaise, au lieu de NBC/EBC. En janvier 2009, les anglophones de la Native Baptist Church ont mis fin à l’alliance avec l’Église Baptiste Camerounaise en raison de l’absence de projets dans la partie anglophone ainsi que la non-utilisation de l’anglais dans les affaires de l’union.
Selon un recensement de l’association, en 2023 elle disait avoir 135 églises et 16,000 membres.